# Górka Sobocka
Górka Sobocka est une localité polonaise de la gmina de Kondratowice, située dans le powiat de Strzelin en voïvodie de Basse-Silésie.